# Flughafen Gdynia-Kosakowo

i7
i11
i13
Der Flughafen Gdynia-Kosakowo (polnisch port lotniczy Gdynia-Kosakowo, ICAO-Code: EPOK) ist ein Militärflugplatz auf dem Gebiet der Gemeinde Gmina Kosakowo einige Kilometer nördlich des Gdingener Stadtzentrums in der polnischen Woiwodschaft Pommern. Eine zivile Mitnutzung ist geplant, wurde bisher aber nicht umgesetzt.

## Flughafeninfrastruktur
Der Flughafen besitzt eine Start- und Landebahn mit der Ausrichtung 130°/310° aus Beton mit einer Länge von 2.500 Metern und einer Breite von 60 Metern. Auf die Bahn 31 gibt es einen Instrumentenanflug mit dem Instrumentenlandesystem bis zu einer Entscheidungshöhe von 200 ft (61 m) über Grund (sog. „Cat I“), einen Anflug mithilfe eines ungerichteten Funkfeuers (NDB) auf die Bahnen 13 und 31 sowie Anflüge mithilfe eines Tactical-Air-Navigation-Funkfeuers (TACAN) auf die Bahnen 13, 26 und 31. Zudem existiert ein Präzisionsanflugradar.
Östlich von der Hauptbahn befindet sich eine kleinere Betonbahn mit 790 Metern Länge und 30 Metern Breite, die von einem nutzbaren Streifen mit den Gesamtabmessungen 910 × 100 Metern umgeben ist.

## Geschichte
Der Flughafen wurde erstmals 1935 als ziviler Flugplatz mit rudimentärer Infrastruktur unter dem Namen Gdynia-Rumia Zagórze eröffnet.
Nach der Besetzung Polens nach dem Beginn des Zweiten Weltkriegs wurde der Flugplatz von der deutschen Luftwaffe genutzt, die ihn als Gotenhafen-Hexengrund bezeichneten. Diese stationierte hier von 1941 bis 1945 die Erprobungsstaffel Torpedowaffenplatz (siehe hierzu auch den Artikel Torpedowaffenplatz Gotenhafen-Hexengrund). Die deutsche Besatzungsmacht baute den Flugplatz aus, unter anderem entstanden zwei Start- und Landebahnen aus Beton, Hangare, Werkstätten und Unterkunftsgebäude. Kurz vor der Einnahme der Gegend durch die vorrückende Rote Armee lagen hier Anfang 1945 auch noch Teile des Kampfgeschwaders 200.
Ende März 1945 wurde Gdingen von den Russen eingenommen und der Flugplatz dient seither bis in die Gegenwart als Militärflugplatz der Polnischen Streitkräfte (zunächst nur der Polnischen Marine, mittlerweile auch der Luftstreitkräfte der Republik Polen), sie bezeichnen ihn als 43. Marinefliegerbasis, 43. Baza Lotnictwa Morskiego.

## Militärische Nutzung
Er dient der Marinefliegerbrigade, poln.: Brygada Lotnictwa Marynarki Wojennej (BLMW) der Polnischen Marine als Militärflugplatz, seit Anfang 2011 unter der Bezeichnung 43. Baza Lotnictwa Morskiego (43. BLM). Hier sind vorwiegend Helikopter, Trainings- und kleine Transportflugzeuge stationiert. Hinzu kommen seit 2024 zwei Frühwarnflugzeuge vom Typ Saab 340, die von den Luftstreitkräften betrieben werden.

## Zivile Nutzung
Eine zivile Mitnutzung des Marineflugplatzes durch Low-Cost Fluglinien wurde mit 2013 geplant, die für die Umsetzung gegründete GmbH ging jedoch am 21. August 2014 in Konkurs.
Seit 2006 findet auf dem Flugplatz das mehrtägige Open’er Festival statt.

## Zwischenfälle
Am 12. Juli 2024 kam es bei einem Trainingsflug zur Vorbereitung einer Flugshow anlässlich des 30. Jubiläums der polnischen Luftstreitkräfte zu einem tödlichen Unfall mit einem Flugzeug des Typs Alenia Aermacchi M-346.